# Milpoš
Milpoš (Hongaars: Milpos) is een Slowaakse gemeente in de regio Prešov, en maakt deel uit van het district Sabinov.
Milpoš telt 677 inwoners.